# 코루파마
코루파마(Koru Pharma Co., Ltd.)는 안면 필러, 바디 필러를 취급하는 대한민국의 기업이다.
주관사를 유진투자증권과 대신증권으로 상장을 준비중이다

## 역사
창업자인 베르니두브 로만(Roman Vernidub)은 한국에서 경영 기반을 닦은 러시아인으로우크라이나에서 태어나 2008년 교환학생으로 한국에 들어왔으며 2022년 한국 귀화를 신청하였다 매출의 100%가 수출로 발생하며 우크라이나·러시아·카자흐스탄 등으로 수출해 오고 있다.

## 상장
2023년 8월 첫 예심청구한 IPO가 불발된 적이 있다.

## 같이 보기
- 지노바인베스트먼트

## 참고문헌
1. ↑  이나영, 코루파마, 코스닥 상장 도전…"예심청구서 제출", 뉴스핌, 2023년 8월 31일
2. ↑  강철, 상장 나서는 코루파마, 밸류 얼마 원할까, 더벨, 2023-02-23
3. ↑  이재명, K뷰티 개척 파란눈 한국인 "3년 내 톱5 브랜드로 도약", 서울경제, 2023.02.22
4. ↑  이경주, 알짜 '필러'社 온다, 코루파마 IPO 임박, 톱데일리,  2023.08.11
5. ↑  코루파마, IPO 재도전...두 번의 실패 없다, 더스탁, 2025.01.09